# Palácio Pirajá
O Palácio Pirajá é uma edificação localizada em Teresina, capital do estado brasileiro do Piauí e que na década de 1990, nos governos de Freitas Neto, Guilherme Melo e início do governo Mão Santa, foi a sede do governo do estado do Piauí, durante reformas no Palácio de Karnak. Atualmente funciona a reitoria da Universidade Estadual do Piauí.

## História
Faltam pesquisas que definam em que época foi construído e quem foram os responsáveis pela construção devido a escassez de fontes a respeito da história e da construção da edificação.